# Cătălin Itu
Cătălin Mihai Itu (n. 26 octombrie 1999, Dej, Cluj, România) este un fotbalist român, care joacă pe post de mijlocaș la Poli Iași în SuperLiga României. Pe plan internațional, are prezențe la națională pentru România Sub-21.

## Carieră
Itu și-a făcut debutul în Liga I la CFR Cluj, la 19 mai 2019, într-un meci cu FCSB. În septembrie 2021, Itu a fost împrumutat pentru un sezon la Dinamo București. S-a întors la CFR în ianuarie 2022.

## Statistici despre carieră

### Club
| Club     | Sezon   | Liga    | Liga   | Cupa    | Cupa   | Europa  | Europa | Alte    | Alte   | Total   | Total  |
| Club     | Sezon   | Meciuri | Goluri | Meciuri | Goluri | Meciuri | Goluri | Meciuri | Goluri | Meciuri | Goluri |
| -------- | ------- | ------- | ------ | ------- | ------ | ------- | ------ | ------- | ------ | ------- | ------ |
| CFR Cluj | 2018-19 | 1       | 0      | 0       | 0      | 0       | 0      | –       | –      | 1       | 0      |
| CFR Cluj | 2019-20 | 33      | 4      | 0       | 0      | 0       | 0      | 1       | 0      | 34      | 4      |
| CFR Cluj | 2020-21 | 10      | 1      | 0       | 0      | 4       | 0      | 0       | 0      | 14      | 1      |
| CFR Cluj | Total   | 44      | 5      | 0       | 0      | 4       | 0      | 1       | 0      | 49      | 5      |

## Palmares

### Club
CFR Cluj
- Liga I (4): 2018–19, 2019–20, 2020–21, 2021–22
- Supercupa României (1): 2020